# Барсболод-джинон
Барсболод-джинон (1490—1519) — хан-регент Монгольской империи династии Северная Юань (1516—1519), третий сын великого монгольского хана Даян-хана.

## Биография
Еще перед смертью Даян-хан объявил своим преемником своего внука Боди-Алаг-хана. После смерти Даян-хана Барсболод-джинон провозгласил себя великим ханом Монгольской империи, утверждая, что Боди-Алаг-хан слишком молод и неопытен, чтобы поддерживать единство Монгольской империи. Однако в 1519 году Боди-Алаг-хан в союзе с другим дядей Арсуболодом выступил против Барсболода. Соперники, чтобы избежать кровопролития, достигли компромисса. Барсболод был вынужден отказаться от престола в пользу своего племянника Боди-Алаг-хана, который обязывался не притеснять его сыновей. Барсболод сохранил за собой титул джинонга и стал править правым крылом. Вскоре после своего отречения Барсболод скончался. Он был отцом Алтан-хана, одного из знаменитых лидеров степи. Барсболод был хорошо известен мужеством и исключительными военными навыками в военных кампаниях своего отца Даян-хана против ойратов и других монгольских племен.